# Rhyparus mokaiensis
Rhyparus mokaiensis är en skalbaggsart som beskrevs av Zdzisława Stebnicka 1998. Rhyparus mokaiensis ingår i släktet Rhyparus och familjen Aphodiidae. Inga underarter finns listade i Catalogue of Life.